# Jacopino da Tradate

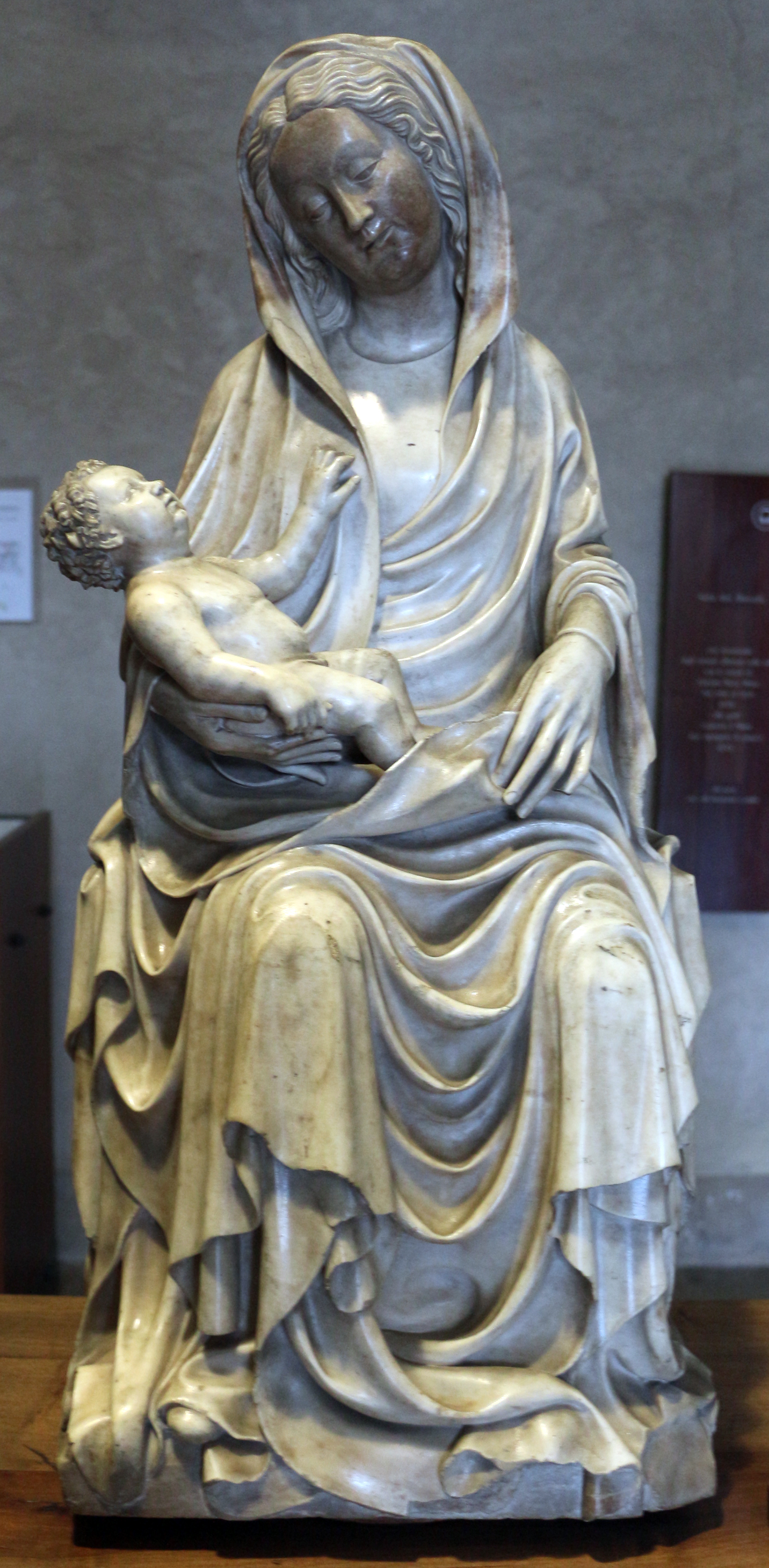
Jacopino da Tradate, Madonna col bambino, Museo del Castello Sforzesco, Milano.

Jacopino da Tradate, anche Iacopo (Tradate, XIV secolo – forse Mantova, 1465), è stato uno scultore italiano attivo in Lombardia nella prima metà del XV secolo.

## Biografia
Fu il principale scultore attivo nel cantiere del Duomo di Milano nel corso del primo quarto del XV secolo, lasciandovi molte statue e rilievi. In seguito si trasferì alla corte dei Gonzaga, a Mantova, dove si perdono le sue tracce. Qui lasciò un figlio, il pittore Samuele da Tradate, che fu amico di Andrea Mantegna.
Tra le opere più conosciute di Jacopino, un grande rilievo con la figura di papa Martino V in trono nel deambulatorio del Duomo di Milano e una statua della Madonna col bambino conservata al Castello Sforzesco di Milano. Nella Basilica di Sant'Eustorgio è presente l'Arca di Gaspare Visconti, il monumento funebre a Pietro Torelli, l'Ancona della Passione, e, posta sopra l'altare maggiore, una Crocifissione, mentre nei musei Civici di Pavia si trova la lastra tombale di Ardengo Folperti (maestro delle entrate di Filippo Maria Visconti). Nella Chiesa di San Francesco a Casalmaggiore è collocato il Cristo deposto.
Le opere di Jacopino si ispirarono ai disegni di Michelino da Besozzo, Paolino da Montorfano, Isacco da Imbonate, e si caratterizzarono, in un primo periodo, per l'influenza dei modelli borgognoni, invece successivamente per quella degli artisti veneziani.